# 성관자재구수육자선정
성관자재구수육자선정(聖觀自在求修六字禪定)은 충청북도 흥덕구 청주고인쇄박물관에 있는 조선시대의 목판본 책이다. 2020년 3월 6일 충청북도의 유형문화재 제389호로 지정되었다.

## 지정 사유
우리나라 불교계에서 가장 많이 외우는 진언 가운데 하나인 '옴마니반메훔'의 여섯 글자에 대한 의미를 밝힌 책이다. 주문에 의지하여 해탈을 얻을 수 있다는 믿음을 보여주고 있는 밀교 경전이다.
1563년 청홍도(淸洪道, 조선 명종시대에 잠시 사용되었던 충청도의 옛이름) 옥천의 감로사(甘露寺)에서 간행된 판본으로, 임진왜란 이전의 판본으로 희소성이 있으며, 충북 옥천의 출판문화를 살펴볼 수 있다는 점에서 가치가 있는 유물이다.

## 참고 문헌
- 성관자재구수육자선정 - 국가유산청 국가유산포털